# Eligenstraat
De Eligenstraat is een eeuwenoude straat in het centrum van de Nederlandse stad Utrecht. De straat loopt vanaf de Lange Nieuwstraat tot de Nieuwegracht. De Eligenstraat is ca. 110 meter lang.
In deze straat zijn op nummer 2 sporen gevonden die duiden op zo'n 2000 jaar geschiedenis. Zo werden er vondsten uit de Romeinse tijd alsook de middeleeuwen en later aangetroffen. In deze straat zijn een aantal huizen gesloopt samen met het erachter gelegen Wilhelmina Kinderziekenhuis. Het ziekenhuis is in 1998 verhuisd naar De Uithof. Op de plek waar deze huizen stonden verschijnen nu elf eengezinswoningen.

## Straatnamen
In vroegere tijden liep de straat tussen de Oudegracht en de Nieuwegracht. De huidige Eligenstraat werd de Kleine Eligensteeg genoemd en het gedeelte tussen de Oudegracht en de Lange Nieuwstraat de Grote Eligensteeg. Beide namen werden in 1950 veranderd in Eligenstraat. In 1977 werd het deel tussen de Oudegracht en de Lange Nieuwstraat na grootschalige nieuwbouw hernoemd naar Eligenhof. Andere namen zijn geweest: Tarnicxsteeg (1460), Wuylsteeg (1488), Annasteeg (16e eeuw), Teerlingsteeg (1642) en in de volksmond Ketielejach.
3e Buurkerksteeg ·
A.B.C.-straat ·
Abraham Dolesteeg ·
Achter de Dom ·
Achter St.-Pieter ·
Agnietenstraat ·
Ambachtstraat ·
Annastraat ·
Bakkerstraat ·
Breedstraat ·
Boothstraat ·
Boterstraat ·
Brigittenstraat ·
Bijlhouwerstraat ·
Catharijnekade ·
Catharijnesingel ·
Choorstraat ·
Croeselaan ·
Domplein ·
Domstraat ·
Donkere Gaard ·
Donkerstraat ·
Dorstige Hartsteeg ·
Drakenburgstraat ·
Drieharingstraat ·
Drift ·
Eligenstraat ·
Ganzenmarkt ·
Geertekerkhof ·
Hamburgerstraat ·
Hamsteeg ·
Hanengeschrei ·
Hardebollenstraat ·
Haverstraat ·
Hekelsteeg ·
Herenstraat ·
Hoogt ·
Jaarbeursplein ·
Jacobsgasthuissteeg ·
Jacobijnenstraat ·
Jansdam ·
Janskerkhof ·
Jansveld ·
Jodenrijtje ·
Keistraat ·
Keizerstraat ·
Kintgenshaven ·
Kleine Slachtstraat ·
Korte Jansstraat ·
Korte Lauwerstraat ·
Korte Minrebroederstraat ·
Korte Nieuwstraat ·
Korte Smeestraat ·
Kromme Nieuwegracht ·
Lange Elisabethstraat ·
Lange Jansstraat ·
Lange Jufferstraat ·
Lange Lauwerstraat ·
Lange Nieuwstraat ·
Lange Smeestraat ·
Lange Viestraat ·
Lauwersteeg ·
Leidseveer ·
Lichte Gaard ·
Loeff Berchmakerstraat ·
Lucasbolwerk ·
Lijnmarkt ·
Mariahoek ·
Mariaplaats ·
Massegast ·
Minrebroederstraat ·
Moreelsepark ·
Muntstraat ·
Neude ·
Nicolaas Beetsstraat ·
Nieuwegracht ·
Nobeldwarsstraat ·
Nobelstraat ·
Oudegracht ·
Oudkerkhof ·
Paardenveld ·
Pieterskerkhof ·
Pieterstraat ·
Plompetorenbrug ·
Plompetorengracht ·
Potterstraat ·
Predikherenkerkhof ·
Predikherenstraat ·
Ridderschapstraat ·
Servetstraat ·
Slachtstraat ·
St.-Jacobsstraat ·
Springweg ·
Stadhuisbrug ·
Steenweg ·
Sterrenburg ·
Strosteeg ·
Telingstraat ·
Tolsteegbarrière ·
Tolsteegbrug ·
Trans ·
Twijnstraat en Twijnstraat aan de Werf ·
Van Asch van Wijckskade ·
Vinkenburgstraat ·
Vismarkt ·
Voetiusstraat ·
Voorstraat ·
Vredenburg ·
Waterstraat ·
Wed ·
Wittevrouwenstraat ·
Wijde Begijnestraat ·
Zadelstraat ·
Zakkendragerssteeg ·
Zuilenstraat ·
Zwaansteeg